# 장 가스통 다르부
장 가스통 다르부(프랑스어: Jean Gaston Darboux IPA: [ʒɑ̃  ɡastɔ̃ daʁbu], 1842년 8월 14일 ~ 1917년 2월 23일)는 프랑스의 수학자이다. 기하학과 해석학에 여러 중요한 공헌을 했으며, 앙리 푸앵카레의 전기를 쓰기도 했다.

## 생애
1842년 8월 14일에 프랑스 님에서 태어났다. 1861년에 에콜 폴리테크니크에 입학하였으며, 이후 에콜 노르말 쉬페리외르에 입학하여 1866년에 박사 학위를 수여받았다.
1878년에 파리 대학교에서 미셸 샬의 조교(프랑스어: suppléant)가 되었으며, 1880년에 샬이 사망하자 1880년에 파리 대학교의 교수가 되었다.
1884년에는 프랑스 과학 아카데미의 회원으로 선출되었으며, 1900년에는 아카데미의 영구 간사(프랑스어: secrétaire perpétuel)가 되었다.
1917년 2월 23일 파리에서 사망하였다.

## 참고 문헌
- Alexander, Daniel S. (1995). “Gaston Darboux and the history of complex dynamics”. 《Historia Mathematica》 (영어) 22 (2): 179-185. doi:10.1006/hmat.1995.1016.
- Chern, Shiing-Shen (1991). 〈Surface theory with Darboux and Bianchi〉.   Hilton, Peter; Hirzebruch, Friedrich; Remmert, Reinhold. 《Miscellanea mathematica》 (영어). Springer-Verlag. 59-69쪽. doi:10.1007/978-3-642-76709-8_4. ISBN 978-3-642-76711-1.